# Rakovina kůže

Maligní melanom kůže.

Rakovina kůže (nebo také karcinom kůže) dnes patří k velmi častým nádorovým onemocněním. Vyskytuje se především u starších lidí, ale může se vyskytnout i v mládí.
Nejčastější a nejdůležitější druhy rakoviny kůže jsou bazaliom, melanom a spinaliom. Kůže je největší orgán na lidském těle, chrání lidské tělo před veškerými škodlivými vlivy.
Nejvíce ohroženými místy jsou ty, které nejvíce vystavujeme na slunci (záda, ramena, nohy, hrudník).
Pokud zpozorujete některý z příznaků na těle, tak ihned navštivte lékaře. Dnes velmi nebezpečným místem je solárium, pokud ho často navštěvujete, může to vést až k rakovině kůže. Světová zdravotnická organizace uvádí, že solária jsou zodpovědná každoročně za vznik 10 tisíc zhoubných melanomů u obyvatel Evropy, Austrálie a USA. A připisuje jim i 430 tisíc onemocnění jinými typy nádorů kůže (bazaliom, spinaliom).
Rizikovým faktorem vzniku rakoviny kůže je časté vystavování na slunci. Tmavá barva pleti snižuje riziko rakoviny kůže.

## Příznaky
- nepravidelné znaménko
- změna barvy znaménka
- krvácení, ztvrdnutí, svědění, pálení znaménka

Tyto problémy se znaménky mohou vést k rakovině kůže.

## Odhalení rakoviny
Všechny typy nádorů se objevují v pozdějším stádiu. Čím dříve se rakovina kůže začne léčit, tím větší je pravděpodobnost na její vyléčení.